# Sandset
Sandset est une localité du côté ouest de l'île de Langøya dans le comté de Nordland, en Norvège.

## Géographie
Administrativement, Sandset fait partie de la kommune d'Øksnes.